# Cuarteto Armida
El Cuarteto Armida, que lleva el nombre de la ópera homónima de Joseph Haydn, es un cuarteto de cuerda alemán. El conjunto de cámara está formado por Martin Funda (violín), Johanna Staemmler (violín), Teresa Schwamm (viola) y Peter-Philipp Staemmler (violonchelo).

## Historia
El cuarteto se fundó en Berlín en 2006 y estudió con miembros del prestigioso Cuarteto Artemis. Después siguieron clases magistrales con el Alban Berg Quartet, el Guarneri Quartet y el Arditti Quartet que completaron su formación. 
El cuarteto se dio a conocer gracias a su éxito en el Concurso Internacional de Música ARD de 2012, donde el Cuarteto Armida obtuvo el primer premio, el premio del público y otros seis premios especiales. En septiembre de 2014, el cuarteto fue incluido en el programa de la BBC "New Generation Artists".  En la temporada 2016/2017, el cuarteto se presentó en toda Europa como parte de la serie "Rising Stars" de los European Concert Halls (ECHO). 
El Cuarteto Armida también ha actuado en el Festival de Música de Schleswig-Holstein, el Festival de Música de Renania, el Festspiele Mecklenburg-Vorpommern, el Festival de Davos y el Heidelberger Frühling. En 2014, el cuarteto también ha realizado gira de conciertos por China, Taiwán y Singapur.
Desde octubre de 2012, los cuatro músicos del Cuarteto Armida enseñan música de cámara en la Universidad de las Artes de Berlín. Los músicos del conjunto también son solicitados internacionalmente como conferenciantes invitados. Ya han impartido clases magistrales, entre otros lugares, en Singapur y en el Festival Mozart de Augsburgo.

## Premios
En 2011, el Cuarteto Armida ganó el primer premio y el premio del público en el Concurso Internacional de Música de Ginebra. Antes de eso, el conjunto recibió varias becas, incluidas las de la Fundación Irene Steels-Wilsing y la Fundación Schierse de Berlín. En 2013 apareció el CD debut del cuarteto con obras de Béla Bartók, György Ligeti y György Kurtág y poco después fue incluido en la lista de los mejores discos del Preis der deutschen Schallplattenkritik. 

## Grabaciones
- 2013: Ursula Mamlok, Streichquartett Nr. 1 (1962) (Naxos)
- 2013: Bartók – Kurtág – Ligeti (CAvi)
- 2015: Dvorak – Scharwenka (con Ewa Kupiec, Randall Meyers)
- 2015: Wolfgang Amadeus Mozart (CAvi Música)
- 2016: Beethoven – Dmitri Shostakovich (CAvi Music)